# Пашково (Курганская область)
Пашково — село в Петуховском районе Курганской области. Административный центр Пашковского сельсовета.

## История
Основано в 1929 году как центральная усадьба Петуховского зерносовхоза.

## Население
| 1989 | 2002 | 2010 |
| ---- | ---- | ---- |
| 814  | ↘708 | ↘548 |

Национальный состав
Согласно результатам Всероссийской переписи населения 2002 года, в национальной структуре населения русские составляли 94 %.